# Christopher Eccleston
Christopher Eccleston (født 16. februar 1964 i Salford, England), er en britisk skuespiller der har fået meget omtale for sin rolle som den niende Doktor i science fiction-tv-serien Doctor Who fra BBC.